# على الحافة (فلم)
على الحافة (بالفرنسية: Sur la planche) هو فيلم درامي ألماني-مغربي-فرنسي صدرَ عام 2011 من إخراج ليلى كيلاني. عُرض الفيلم في مهرجان أبو ظبي السينمائي عام 2011، كما حصل الفيلمُ على تقديرٍ شرفيٍّ من جائزة SIGNIS خلال مهرجان قرطبة للسينما الأفريقية عام 2012.